# 몬테네로도모
몬테네로도모(이탈리아어: Montenerodomo)는 이탈리아 아브루초주 키에티도에 있는 코무네이다.